# Aspidogyne bidentifera
Aspidogyne bidentifera är en orkidéart som först beskrevs av Rudolf Schlechter, och fick sitt nu gällande namn av Leslie Andrew Garay. Aspidogyne bidentifera ingår i släktet Aspidogyne och familjen orkidéer. Inga underarter finns listade i Catalogue of Life.